# 旧中国贸易

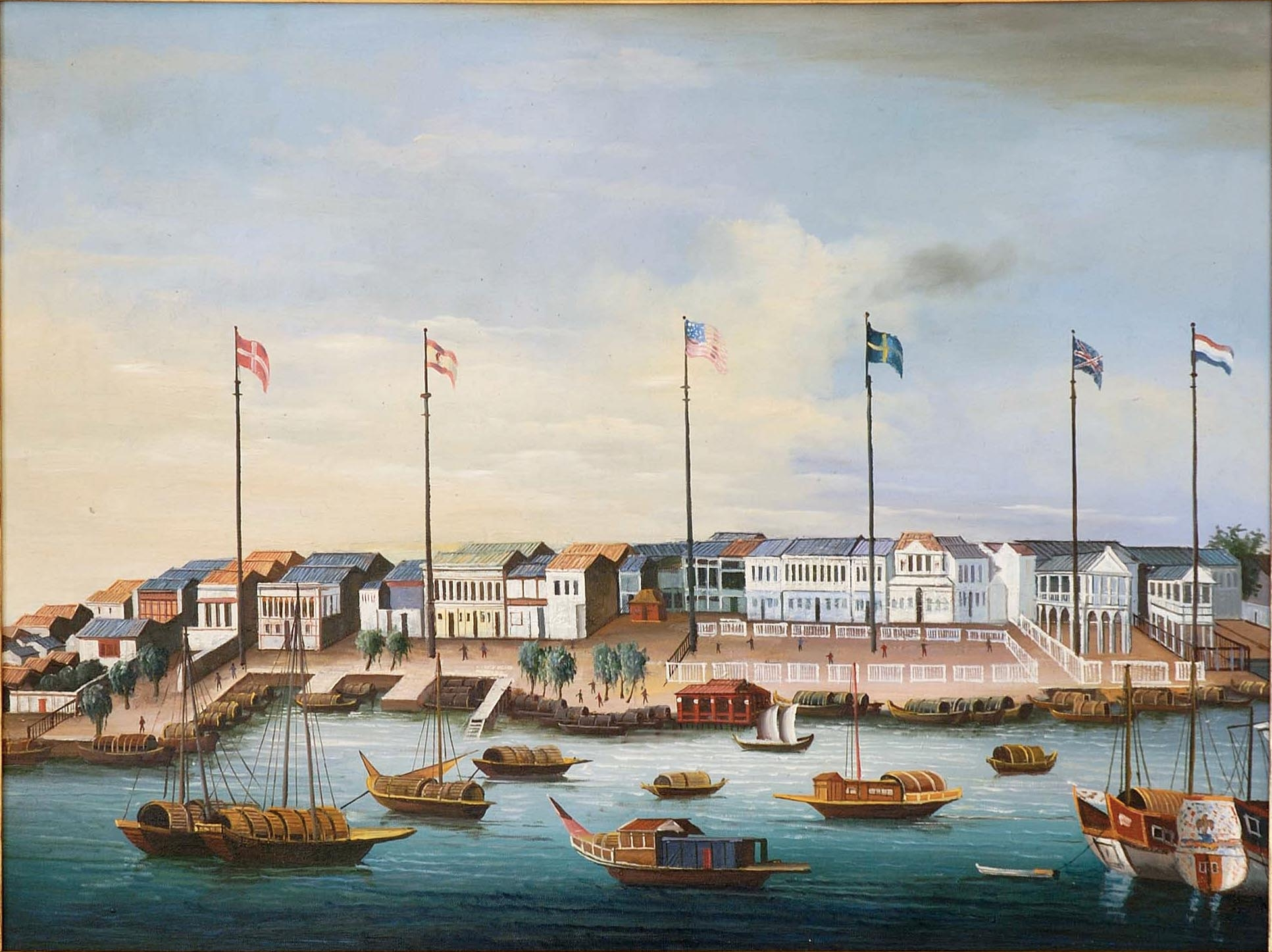
油畫描繪廣州十三行外貿特區

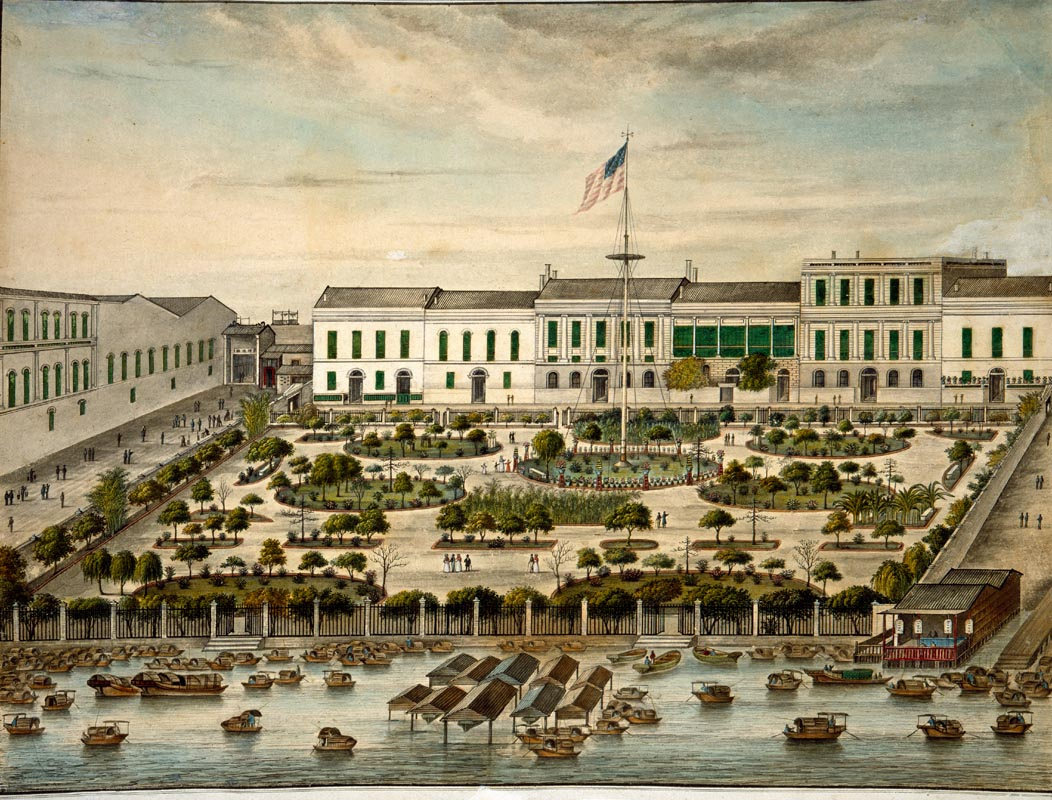
廣州的美國花園

旧中国贸易（Old China Trade）指的是在广州体系之下展开的大清帝国和美利坚合众国之间的商业贸易活动。该贸易活动从1783年中國皇后號由紐約抵達中國，開始中美貿易，直到1844年望厦条约为止。旧中国贸易代表了美国与东亚关系的开始，也标志着美国和中国关系的开始。